# Фурсињи
Фурсињи (фр. Fourcigny) насеље је и општина у североисточној Француској у региону Пикардија, у департману Сома која припада префектури Амјен.
По подацима из 2011. године у општини је живело 183 становника, а густина насељености је износила 40,22 становника/km². Општина се простире на површини од 4,55 km². Налази се на средњој надморској висини од 142 метара (максималној 214 m, а минималној 193 m).

## Демографија
| 1962. | 1968. | 1975. | 1982. | 1990. | 1999. | 2011. |
| ----- | ----- | ----- | ----- | ----- | ----- | ----- |
| 163   | 164   | 130   | 131   | 123   | 131   | 183   |

График промене броја становника у току последњих година